# All-Ireland Senior Hurling Championship 1889
L'All-Ireland Senior Football Championship 1889 fu l'edizione numero 3 del principale torneo di hurling irlandese. Dublino batté Clare in finale, ottenendo il primo titolo della sua storia.

## Squadre
Parteciparono 9 squadre in totale: Dublin (Kickhams), Laois (Rathdowney), Louth (Drogheda Gaelics), Cork (Blackrock), Clare (Tulla), Limerick (South Liberties), Tipperary (Moycarkey), Waterford e Kerry (Kenmare).

## Results

### Leinster Senior Hurling Championship
| Semifinale | Dublin | 6-9 – 0-1 | Louth |  |

| Finale | Dublin | – | Laois |  |

### Munster Senior Hurling Championship
| Primo turno | Tipperary | – | Waterford |  |

| Semifinale | Cork | 0-5 – 1-1 | Kerry |  |

| Semifinale | Tipperary | 3-0 – 2-2 | Clare |  |

| Finale | Clare | – | Kerry |  |

### All-Ireland Senior Hurling Championship
| Dublino 3 novembre 1889 Finale | Dublin            | 5-1 – 1-6 | Clare | Inchicore (c.1,500 spett.)\| Arbitro: \| P. Tobin (Dublin) \| |
| Arbitro:                       | P. Tobin (Dublin) |           |       |                                                               |

- W. J. Spain divenne il primo uomo della storia a vincere sia un titolo nell'All-Ireland Senior Hurling Championship che all'All-Ireland Senior Football Championship. Aveva già vinto nel calcio gaelico con un club della contea di Limerick nel 1887.